# 武器よさらば (漫画)
『武器よさらば』（ぶきよさらば）は、大友克洋による日本の短編SFアクション漫画およびその単行本。
1981年に『週刊ヤングマガジン』（講談社）に読み切りとして掲載された大友克洋の初期の短編漫画で、1989年の画集「大友克洋アートワーク KABA」に再録（この際にカラー化と台詞・効果音の英語化、劇中に登場するパワードスーツなどの立体化も行われている）、1990年に刊行された単行本『彼女の想いで…』に収録された。その後、『彼女の想いで…』が絶版になっていたために入手が困難となっていたが、2013年にアニメ映画化されたのを機に、アニメ版の設定資料も収録した単行本として復刻された。またアニメ版のBlu-rayをセットにした『武器よさらばcomplete』も初回限定生産で発売された。

## 概要
この作品は、ロボットとは異なる人間が着用する装置であるパワードスーツ（強化防護服）というメカが知られる様になり、リアルロボットというジャンルが生まれるきっかけとなったアニメ『機動戦士ガンダム』が放送された直後の1981年に描かれた。まだ人が着るものとしてのメカ（パワードスーツ）や兵器としてのロボット（ガンダム）という発想が新鮮だった時代に、それらをいきなり高い完成度で描いたのが本作だった。
作中に登場するパワードスーツの「プロテクションスーツ」の表現で、大友が「着る強化服」に一種の結論めいたものを出してしまったため、その後の小説・漫画・アニメ・映画などのさまざまな作品が「武器よさらば」における大友のアイディアやコンセプトを引用するようになった。それまでパワードスーツと言えば、『ガンダム』も参考にしたというロバート・A・ハインラインの小説『宇宙の戦士』の表紙と挿絵でスタジオぬえが提示した、硬くて重い装甲の戦車的なタイプのコンセプトがあったのみで、漫画やアニメといったビジュアルにおいて、それ以外はまだ誰もきちんと描いたことが無い時代だった。そんな黎明期に、大友が突然『宇宙の戦士』とは異なる発想の、防弾チョッキを進化させた宇宙服のようなデザインのしなやかなスーツの系譜を創り出して描写し、ずば抜けたリアリズムと先見性を感じさせた。デザインの着想は、スタジオぬえの宮武一貴と加藤直之によるパワードスーツのほか、シド・ミードからも得ている。
本作は、描かれた当時、実験的で一般受けしない渋めの作風の作品が多かった大友がいきなりエンターテインメント志向でSFアクションを描いたことでも驚かれた。
SFを描いたきっかけは、当時の劇画は殺伐とした「アウトローもの」が多く、何か別のことをやりたいと思ったから。1970年代後半に映画『Star Wars』の影響でアメリカ一国だけではなく全世界にSFブームが広がり、日本でも同時期に『宇宙戦艦ヤマト』のヒットでSFブームとアニメブームが起こっていた。しかし日本の漫画界は保守的であり、そちらの方向には進まなかったので、自分が描くことにした。また、もともとSF映画も好きだった。
作品の構想は、ロバート・アルドリッチの『攻撃』などから。短編なので、映画のような限定したフィールドの中での極限状態にメカの要素を入れたSFの話をやろうと考えた。
パワードスーツの着想自体は、本作以前からあった。パワードスーツやガンダムのようなロボットの出てくるストーリーのアイディアを考えたことがあったが、長い話だったので漫画にはしなかったという。また、スタジオぬえの高千穂遙からの依頼でパワードスーツを描いたこともあるという。本人の記憶ははっきりしないが、映画『クラッシャージョウ』かその後の新作で「狂ったパワードスーツ」のようなエピソードを入れるということで描いたことがあるとのこと。

## あらすじ
近未来、廃墟と化した都市。偵察任務についていたプロテクションスーツで武装した5人からなる小隊が、一台の四足歩行型の自律式無人兵器と遭遇し、死闘を繰り広げる。

## 書誌情報
- 『大友克洋アートワーク KABA』（講談社、1989年9月1日発売）ISBN 978-4-06-305004-2
- 『彼女の想いで…大友克洋短編集（1）』（講談社 KCデラックス、2004年4月1日発売）ISBN 978-4-06-313145-1
- 『武器よさらば』（バンダイビジュアル、2014年3月20日発売）ISBN 978-4-89457-106-8

## アニメ映画
2013年7月、オムニバス映画『SHORT PEACE』の一篇としてカトキハジメを監督として短編アニメ化された。